# Podospora gwynne-vaughaniae
Podospora gwynne-vaughaniae är en svampart som först beskrevs av W.M. Page, och fick sitt nu gällande namn av Cain 1962. Podospora gwynne-vaughaniae ingår i släktet Podospora och familjen Lasiosphaeriaceae.   Inga underarter finns listade i Catalogue of Life.